# Andrei Oișteanu

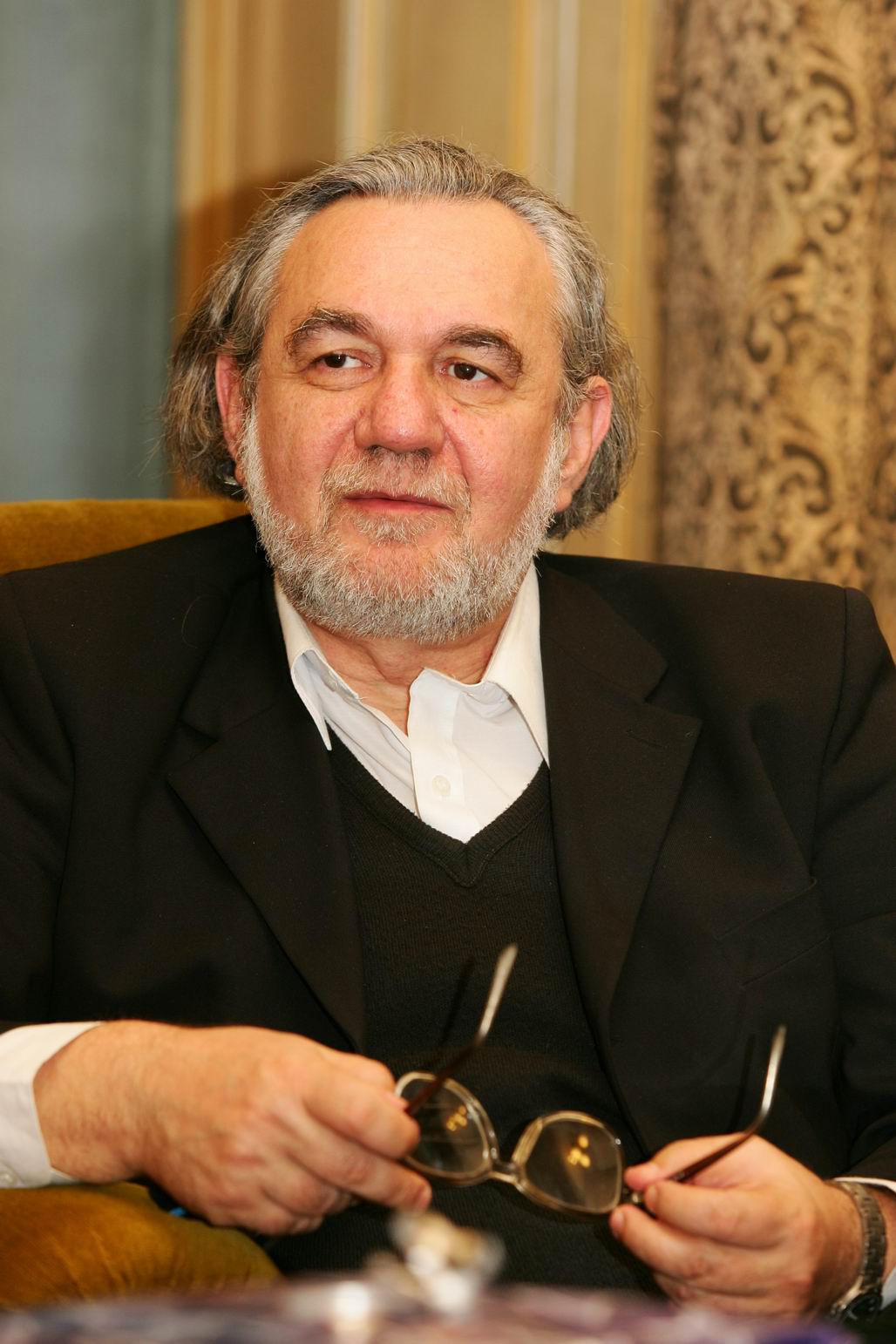
Andrei Oișteanu

Andrei Oișteanu (* 18. September 1948 in Bukarest) ist ein rumänischer Religionshistoriker, Kulturwissenschaftler und Publizist.

## Leben
Der Sohn einer jüdischen Familie wurde 1948 in Bukarest geboren und studierte Geisteswissenschaften mit Schwerpunkt Ethnologie.
Seine ersten Bücher waren der rumänischen Folklore und Volksmythologie gewidmet. Nach der Wende folgten Studien- und Forschungsaufenthalte in Ungarn, Israel und Deutschland.
Im Jahr 2001 promovierte er mit einer Arbeit über das Judenbild in der traditionellen rumänischen Kultur. Diese Arbeit entwickelte sich später zu einer umfassenden Studie, die in mehrere Sprachen übersetzt wurde.
Heute ist Andrei Oișteanu Dozent am Zentrum für Jüdische Studien der Universität Bukarest und Mitglied der Rumänischen Akademie, wo er das Fachinstitut für Geschichte der Religionen leitet. Er beschäftigt sich mit der Thematik des rumänischen Antisemitismus und mit der Vorgeschichte des rumänischen Holocaust. In seinem Land gilt Oișteanu seit den 1990er Jahren als einer der wichtigsten Intellektuellen und Publizisten.

## Veröffentlichungen
Neben vielen Veröffentlichungen in anderen Sprachen erschienen in Deutscher Sprache:
- Rauschgift in der rumänischen Kultur: Geschichte, Religion und Literatur, 2013
- Konstruktionen des Judenbildes: Rumänische und ostmitteleuropäische Stereotypen des Antisemitismus, 2010
- Das Bild des Juden in der rumänischen Volkskultur: Zum Problem scheinbar positiver Vorurteile, 2002